# August von der Embde

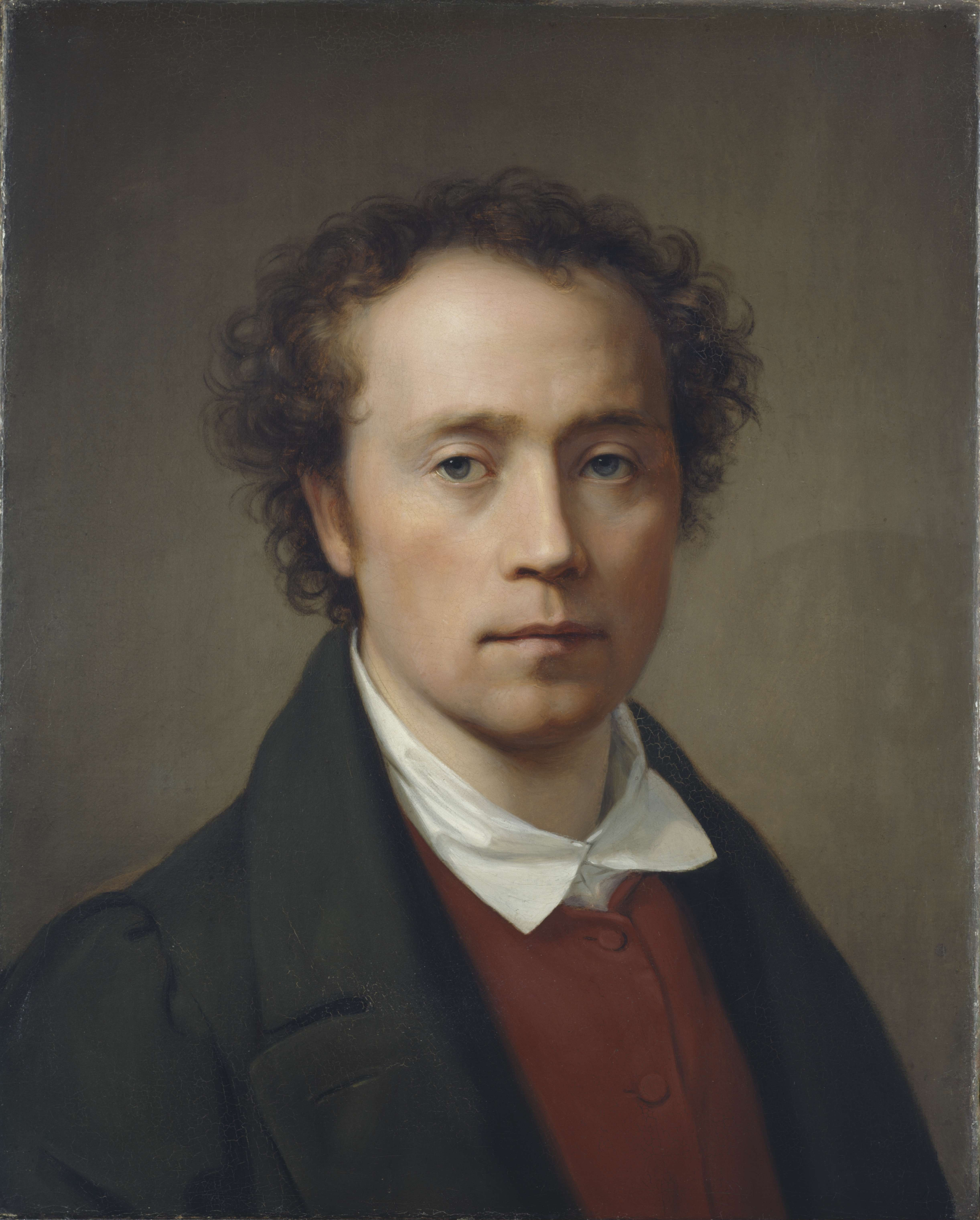
August von der Embde, Selbstporträt (1819)

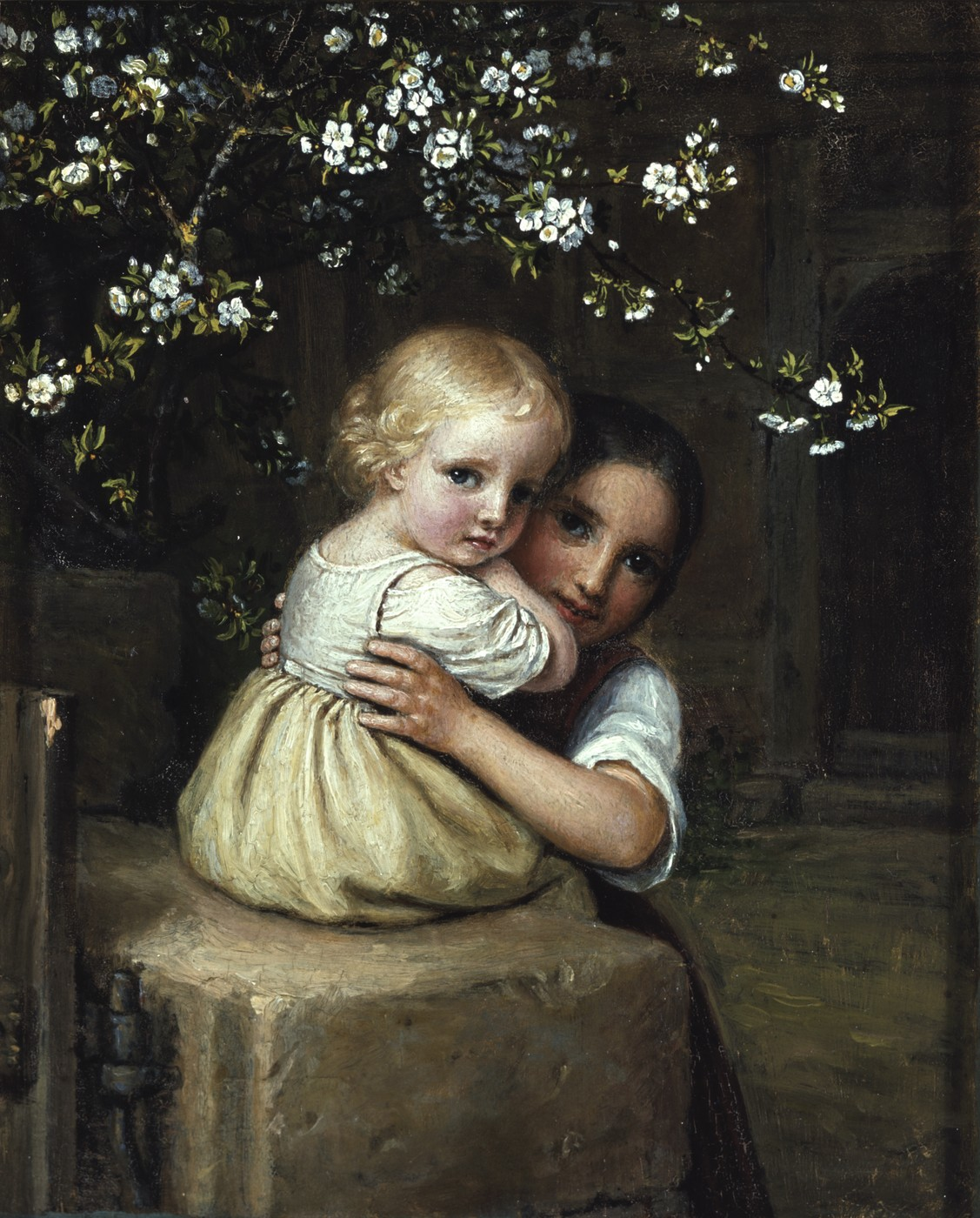
Kind und Mädchen unter blühendem Apfelbaum (um 1840)

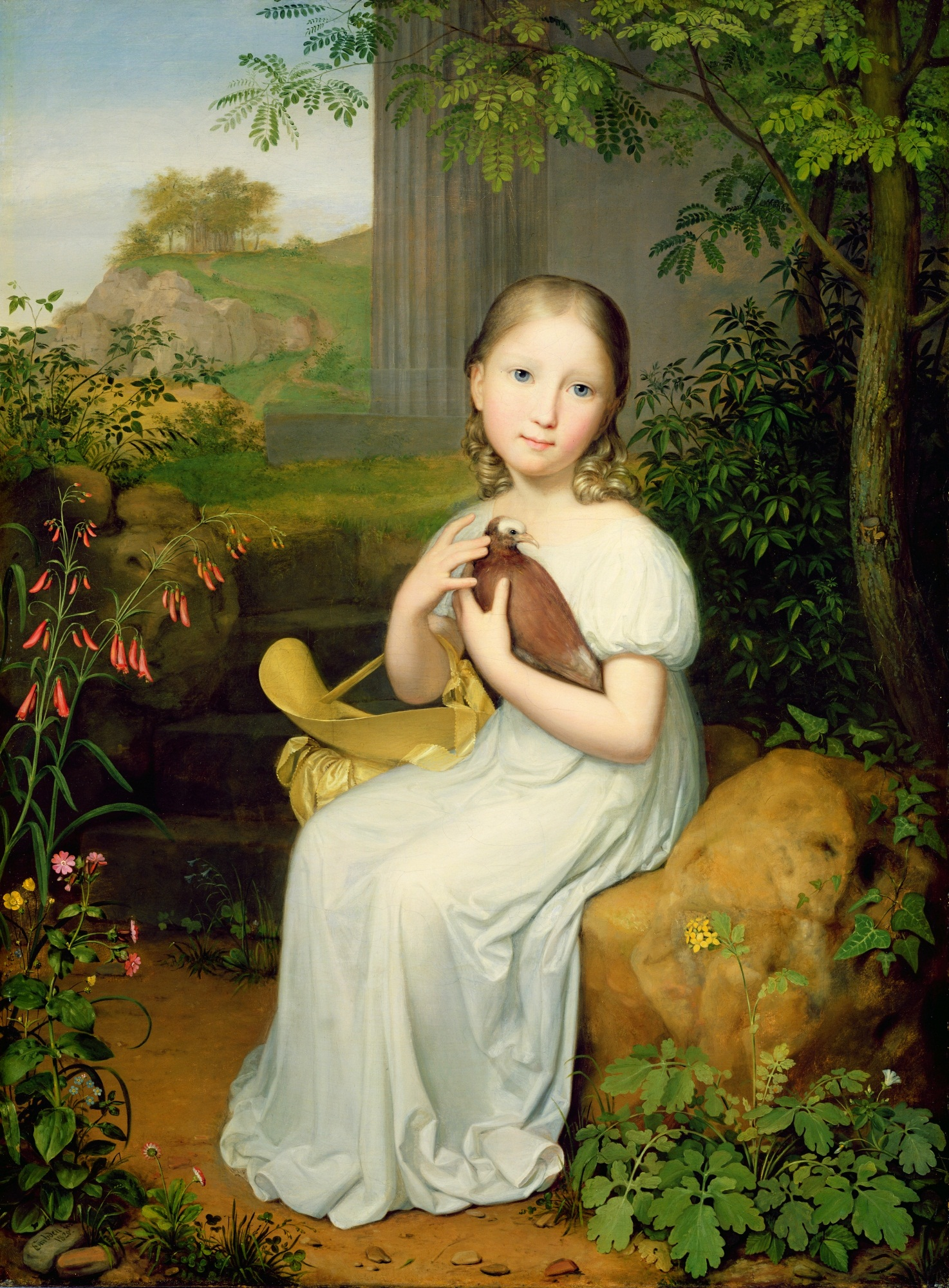
Louise von Bose als Kind, Neue Galerie (Kassel)

August von der Embde, auch August Emden genannt, bis 1830 Johann Julius August Embde (* 2. Dezember 1780 in Kassel; † 10. August 1862 ebenda), war ein deutscher Maler.

## Leben
Embde, Sohn des Schreinermeisters Johann Bernhard Embden aus Bömighausen im waldeckischen Upland, erlernte zunächst ebenfalls das Schreinerhandwerk, studierte dann aber von 1799 bis 1804 an der Kasseler Akademie. In den folgenden Jahren bereiste er, unterbrochen von längeren Heimataufenthalten, verschiedene deutsche Residenzen und Kunstzentren (Bayreuth; Dresden, 1803, 1808; Düsseldorf, 1805; Gotha; Erfurt; München, 1812; Weimar; Wien, 1814), wo er Werke alter Meister kopierte. Embde kopierte als erster im Jahre 1803 Raffaels Engel aus dem Gemälde der Sixtinischen Madonna alleine, die somit zu einem eigenen Motiv wurden. Schließlich studierte er auch noch an den Akademien der Bildenden Künste in München (1812) und Wien (1814). In Wien scheint er durch den Einfluss der Füger-Schule, vor allem des Historien- und Porträtmalers Josef Abel, Anregungen für seinen Bildnisstil bekommen zu haben.
Nach dem Ende des napoleonischen Königreichs Westphalen ließ er sich endgültig in Kassel nieder, wo er allerdings vergeblich auf eine Anstellung als Hofmaler hoffte. 1818–1819 arbeitete er, zusammen mit Ludwig Hummel, Andreas Range, Sebastian Weygandt (1760–1836) und Ludwig Sigismund Ruhl, an 22 lebensgroßen Bildnissen hessischer Landgrafen für die kurfürstliche Ahnengalerie, die 1837 im Kuppelsaal im Mittelbau des Schlosses Wilhelmshöhe installiert wurden (im Zweiten Weltkrieg zerstört).
Aufgrund seiner im Jahre 1808 erfolgten Heirat mit Sophie Charlotte Henschel, Tochter des Stückgießers und Unternehmensgründers Georg Henschel und Schwester des Bildhauers Johann Werner Henschel und des Fabrikanten Carl Anton Henschel, gewann er Zugang zu dem Kunst und Literatur pflegenden Kreis des gehobenen Bürgertums um die Brüder Grimm, was ihm zahlreiche Porträtaufträge, auch aus dem hessischen Hof- und Landadel, einbrachte. Ab den 1830er Jahren wandte er sich weitgehend der Genremalerei zu und schuf zahlreiche Bildnisse und porzellanartig gemalte hessisch-ländliche Kinderszenen. Unter diesen fanden besonders sein Hessisches Bauernmädchen mit Brief und Strauß, seine Spielende Kinder auf der Brandstätte des elterlichen Hauses (lithographiert von Santer), seine Mädchen am Brunnen (gestochen von Otto) und sein Aschenbrödel in der Küche (lithographiert von Daniel und Fay) auf Kunstausstellungen Beifall. Die letzten Werke dieser Art entstanden vielfach in Zusammenarbeit mit seinen Töchtern Caroline und Emilie, und dies erschwert oft die eindeutige Unterscheidung der Arbeiten, vor allem zwischen August und Caroline.

## Familie
Seiner 1808 geschlossenen Ehe mit Sophie Charlotte Henschel (1787–1856) entstammten vier Töchter, darunter Caroline und Emilie, die sich beide ebenfalls der Porträt- und Genremalerei widmeten.